# Nordlig fuktspindel
Nordlig fuktspindel (Robertus lyrifer) är en spindelart som beskrevs 1939 av Åke Holm. Arten ingår i släktet fuktspindlar, och familjen klotspindlar. Nordlig fuktspindel förekommer på Island, i Skandinavien, Österrike och Ryssland. Den lever i öppna myrbiotoper och i barrskog och är en rovspindel. Inga underarter finns listade i Catalogue of Life.